# Speedcubing-Weltmeisterschaften 2005
Die 3. Speedcubing-Weltmeisterschaften wurden vom 5. bis 6. November 2005 in Disney’s Pop Century Resort in Lake Buena Vista ausgetragen. 149 Teilnehmer aus 16 Ländern traten in 15 Disziplinen an.

## Weltrekorde
Folgende Weltrekorde wurden in diesem Turnier aufgestellt:
- Yuki Hayashi in der Disziplin 4x4x4; 54,13 Sekunden (Einzelergebnis)
- Yuki Hayashi (Japan) in der Disziplin 4×4×4; 1 Minute 4,63 Sekunden (Durchschnitt)
- Yuki Hayashi in der Disziplin 4×4×4; 54,13 Sekunden (Einzelergebnis)
- Yuki Hayashi und in der Disziplin 4×4×4; 1 Minuten 04,63 Sekunden (Durchschnitt)
- Leyan Lo in der Disziplin 3×3×3 Blind; 1 Minuten 46,47 Sekunden (Einzelergebnis)
- Stefan Pochmann in der Disziplin Clock; 8,39 Sekunden (Einzelergebnis)
- Stefan Pochmann in der Disziplin Megaminx; 1 Minuten 41,82 Sekunden (Einzelergebnis)
- Stefan Pochmann in der Disziplin Megaminx; 1 Minuten 41,82 Sekunden (Einzelergebnis)
- Oliver Wolff in der Disziplin 3×3×3 Mit Füßen; 1 Minuten 54,97 Sekunden  (Einzelergebnis)
- Alexander Ooms in der Disziplin Magic; 1,46 Sekunden (Durchschnitt)
- Quinn Lewis in der Disziplin  Magic; 1,14 Sekunden (Einzelergebnis)
- Stefan Pochmann in der Disziplin Master Magic; 2,79 Sekunden (Einzelergebnis)

## Ergebnisse
Im Folgenden sind die ersten drei Plätze in den jeweiligen Disziplinen aufgelistet (Das entscheidende Ergebnis ist fett hervorgehoben):

### 3×3×3
| Platz | Teilnehmer       | Durchschnittszeit in Sekunden | Zeiten aller Lösungsversuche in Sekunden | Zeiten aller Lösungsversuche in Sekunden | Zeiten aller Lösungsversuche in Sekunden | Zeiten aller Lösungsversuche in Sekunden | Zeiten aller Lösungsversuche in Sekunden |
| ----- | ---------------- | ----------------------------- | ---------------------------------------- | ---------------------------------------- | ---------------------------------------- | ---------------------------------------- | ---------------------------------------- |
| 1.    | Jean Pons        | 15,10                         | 15,62                                    | 15,87                                    | 13,00                                    | 13,81                                    | 18,59                                    |
| 2.    | Edouard Chambon  | 16,00                         | 14,90                                    | 17,21                                    | 15,89                                    | 18,03                                    | 14,04                                    |
| 3.    | Shotaro Makisumi | 16,07                         | 14,60                                    | 18,58                                    | 16,30                                    | 15,65                                    | 16,26                                    |

### 2×2×2 Cube
| Platz | Teilnehmer       | Durchschnittszeit in Sekunden | Zeiten aller Lösungsversuche Sekunden | Zeiten aller Lösungsversuche Sekunden | Zeiten aller Lösungsversuche Sekunden | Zeiten aller Lösungsversuche Sekunden | Zeiten aller Lösungsversuche Sekunden |
| ----- | ---------------- | ----------------------------- | ------------------------------------- | ------------------------------------- | ------------------------------------- | ------------------------------------- | ------------------------------------- |
| 1.    | Masayuki Akimoto | 8,32                          | 10,60                                 | 7,26                                  | 7,71                                  | 8,63                                  | 8,61                                  |
| 2.    | Joël van Noort   | 9,55                          | 9,41                                  | 10,03                                 | 8,15                                  | 9,21                                  | 10,21                                 |
| 3.    | Leyan Lo         | 10,31                         | 8,03                                  | 14,74                                 | 11,49                                 | 9,23                                  | 10,21                                 |

### 4×4×4
| Platz | Teilnehmer       | Durchschnittszeit in Minuten:Sekunden | Zeiten aller Lösungsversuche in Minuten:Sekunden | Zeiten aller Lösungsversuche in Minuten:Sekunden | Zeiten aller Lösungsversuche in Minuten:Sekunden |
| ----- | ---------------- | ------------------------------------- | ------------------------------------------------ | ------------------------------------------------ | ------------------------------------------------ |
| 1.    | Yuki Hayashi     | 1:04,63                               | 1:10,31                                          | 1:01,21                                          | 1:02,38                                          |
| 2.    | Lars Vandenbergh | 1:06,85                               | 1:08,70                                          | 1:01,56                                          | 1:10,28                                          |
| 3.    | Chris Hardwick   | 1:08,29                               | 1:09,90                                          | 1:04,43                                          | 1:10,53                                          |

### 5×5×5
| Platz | Teilnehmer       | Durchschnittszeit in Minuten:Sekunden | Zeiten aller Lösungsversuche in Minuten:Sekunden | Zeiten aller Lösungsversuche in Minuten:Sekunden | Zeiten aller Lösungsversuche in Minuten:Sekunden |
| ----- | ---------------- | ------------------------------------- | ------------------------------------------------ | ------------------------------------------------ | ------------------------------------------------ |
| 1.    | Frank Morris     | 2:15,64                               | 2:16,43                                          | 2:04,03                                          | 2:26,45                                          |
| 2.    | Lars Vandenbergh | 2:27,92                               | 2:12,87                                          | 2:49,23                                          | 2:21,65                                          |
| 3.    | Ron van Bruchem  | 2:28,56                               | 2:26,42                                          | 2:39,96                                          | 2:19,31                                          |

### 3×3×3 Blind
| Platz | Teilnehmer | Zeiten aller Lösungsversuche in Minuten:Sekunden | Zeiten aller Lösungsversuche in Minuten:Sekunden |
| ----- | ---------- | ------------------------------------------------ | ------------------------------------------------ |
| 1.    | Leyan Lo   | 2:37,44                                          | 1:46,47                                          |
| 2.    | Tyson Mao  | DNF                                              | 1:54,33                                          |
| 3.    | Jean Pons  | 2:05,36                                          | 4:05,70                                          |

### 3×3×3 Fewest Moves
| Platz | Teilnehmer           | Ergebnis |
| ----- | -------------------- | -------- |
| 1.    | Lars Petrus          | 38       |
| 2.    | Per Kristen Fredlund | 39       |
| 2.    | Alexander Ooms       | 48       |

### 3×3×3 einhändig
| Platz | Teilnehmer       | Durchschnittszeit in Sekunden | Zeiten aller Lösungsversuche in Sekunden | Zeiten aller Lösungsversuche in Sekunden | Zeiten aller Lösungsversuche in Sekunden |
| ----- | ---------------- | ----------------------------- | ---------------------------------------- | ---------------------------------------- | ---------------------------------------- |
| 1.    | Ryan Patricio    | 28,05                         | 26,82                                    | 29,68                                    | 27,66                                    |
| 2.    | Shotaro Makisumi | 35,23                         | 36,04                                    | 26,79                                    | 42,87                                    |
| 3.    | Chris Hardwick   | 35,42                         | 29,47                                    | 35,32                                    | 41,47                                    |

### Clock
| Platz | Teilnehmer                 | Durchschnittszeit in Sekunden | Zeiten aller Lösungsversuche in Sekunden | Zeiten aller Lösungsversuche in Sekunden | Zeiten aller Lösungsversuche in Sekunden |
| ----- | -------------------------- | ----------------------------- | ---------------------------------------- | ---------------------------------------- | ---------------------------------------- |
| 1.    | Stefan Pochmann            | 10,03                         | 10,07                                    | 10,74                                    | 9,27                                     |
| 2.    | Alexander Ooms             | 13,98                         | 16,99                                    | 11,17                                    | 13,79                                    |
| 3.    | Ernesto Fernández Regueira | 14,29                         | 16,93                                    | 13,35                                    | 12,60                                    |

### Megaminx
| Platz | Teilnehmer      | Ergebnis in Minuten:Sekunden |
| ----- | --------------- | ---------------------------- |
| 1.    | Stefan Pochmann | 1:44,69                      |
| 2.    | Grant Tregay    | 2:15,16                      |
| 3.    | David Barr      | 3:22,05                      |

### Square-1
| Platz | Teilnehmer        | Durchschnittszeit in Minuten:Sekunden | Zeiten aller Lösungsversuche in Minuten:Sekunden | Zeiten aller Lösungsversuche in Minuten:Sekunden | Zeiten aller Lösungsversuche in Minuten:Sekunden |
| ----- | ----------------- | ------------------------------------- | ------------------------------------------------ | ------------------------------------------------ | ------------------------------------------------ |
| 1.    | Lars Vandenbergh  | 34,84                                 | 30,29                                            | 47,04                                            | 27,20                                            |
| 2.    | Richard Patterson | 44,28                                 | 38,05                                            | 41,54                                            | 53,26                                            |
| 3.    | Joël van Noort    | 1:04,32                               | 1:12,43                                          | 1:01,60                                          | 58,93                                            |

### 4×4×4 Blind
| Platz | Teilnehmer   | Zeiten aller Lösungsversuche | Zeiten aller Lösungsversuche |
| ----- | ------------ | ---------------------------- | ---------------------------- |
| 1.    | Dror Vomberg | DNF                          | DNF                          |

### 5×5×5 Blind
| Platz | Teilnehmer      | Zeiten aller Lösungsversuche | Zeiten aller Lösungsversuche |
| ----- | --------------- | ---------------------------- | ---------------------------- |
| 1.    | Dror Vomberg    | DNF                          | DNF                          |
| 1.    | Stefan Pochmann | DNF                          | DNS                          |

### 3×3×3 mit Füßen
| Platz | Teilnehmer      | Ergebnis in Minuten:Sekunden |
| ----- | --------------- | ---------------------------- |
| 1.    | Oliver Wolff    | 1:54,97                      |
| 2.    | Lee Jun-Kyo     | 2:12,81                      |
| 3.    | Chris Szlatenyi | 2:13,55                      |

### Magic
| Platz | Teilnehmer      | Durchschnittszeit in Sekunden | Zeiten aller Lösungsversuche in Sekunden | Zeiten aller Lösungsversuche in Sekunden | Zeiten aller Lösungsversuche in Sekunden | Zeiten aller Lösungsversuche in Sekunden | Zeiten aller Lösungsversuche in Sekunden |
| ----- | --------------- | ----------------------------- | ---------------------------------------- | ---------------------------------------- | ---------------------------------------- | ---------------------------------------- | ---------------------------------------- |
| 1.    | Alexander Ooms  | 1,46                          | DNF                                      | 1,44                                     | 1,48                                     | 1,40                                     | 1,46                                     |
| 2.    | Stefan Pochmann | 1,77                          | 2,38                                     | 1,56                                     | 1,42                                     | 1,33                                     | 2,34                                     |
| 3.    | Bob Burton      | 2,05                          | 2,08                                     | 1,88                                     | 1,89                                     | 2,18                                     | DNF                                      |

### Master Magic
| Platz | Teilnehmer      | Zeiten aller Lösungsversuche in Sekunden | Zeiten aller Lösungsversuche in Sekunden |
| ----- | --------------- | ---------------------------------------- | ---------------------------------------- |
| 1.    | Stefan Pochmann | 2,91                                     | 2,79                                     |
| 2.    | Bob Burton      | 4,25                                     | 3,00                                     |
| 3.    | Alexander Ooms  | 3,27                                     | 3,22                                     |